# Konquistador

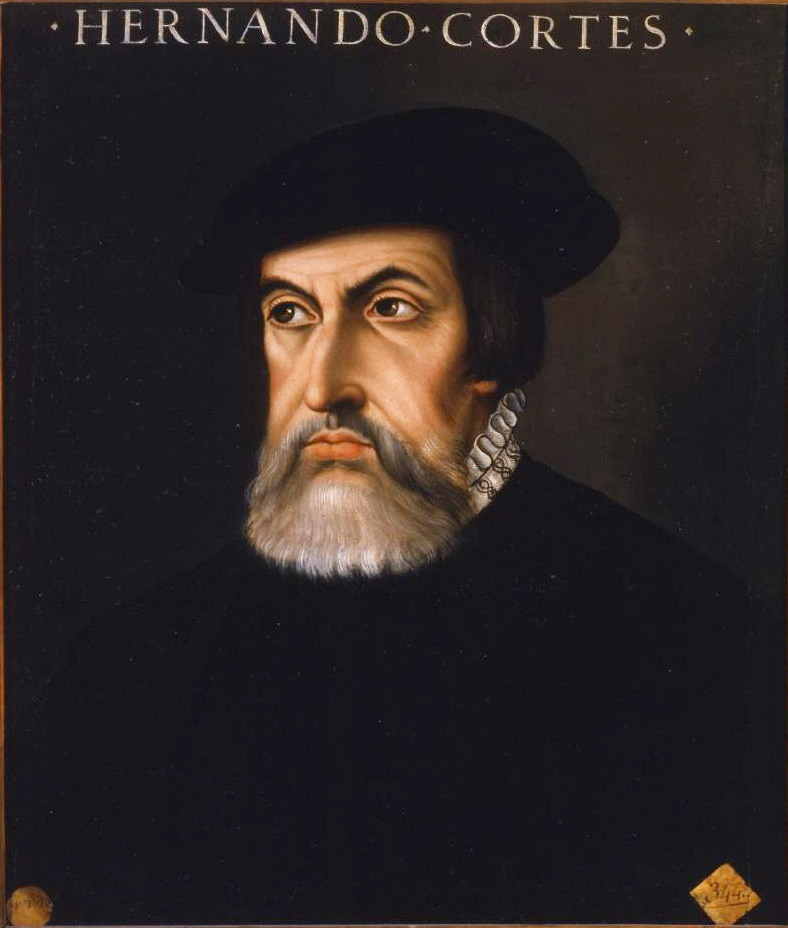
Hernán Cortés (1485–1547)

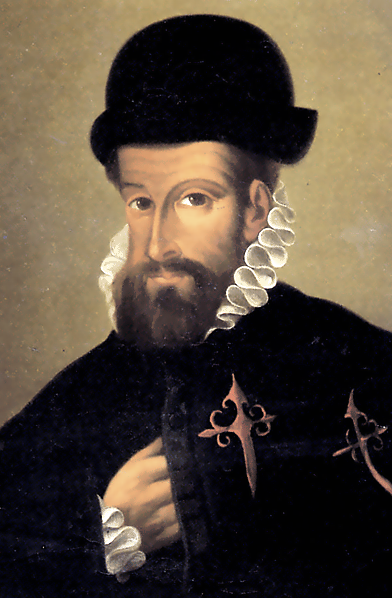
Francisco Pizarro (um 1476–1541)

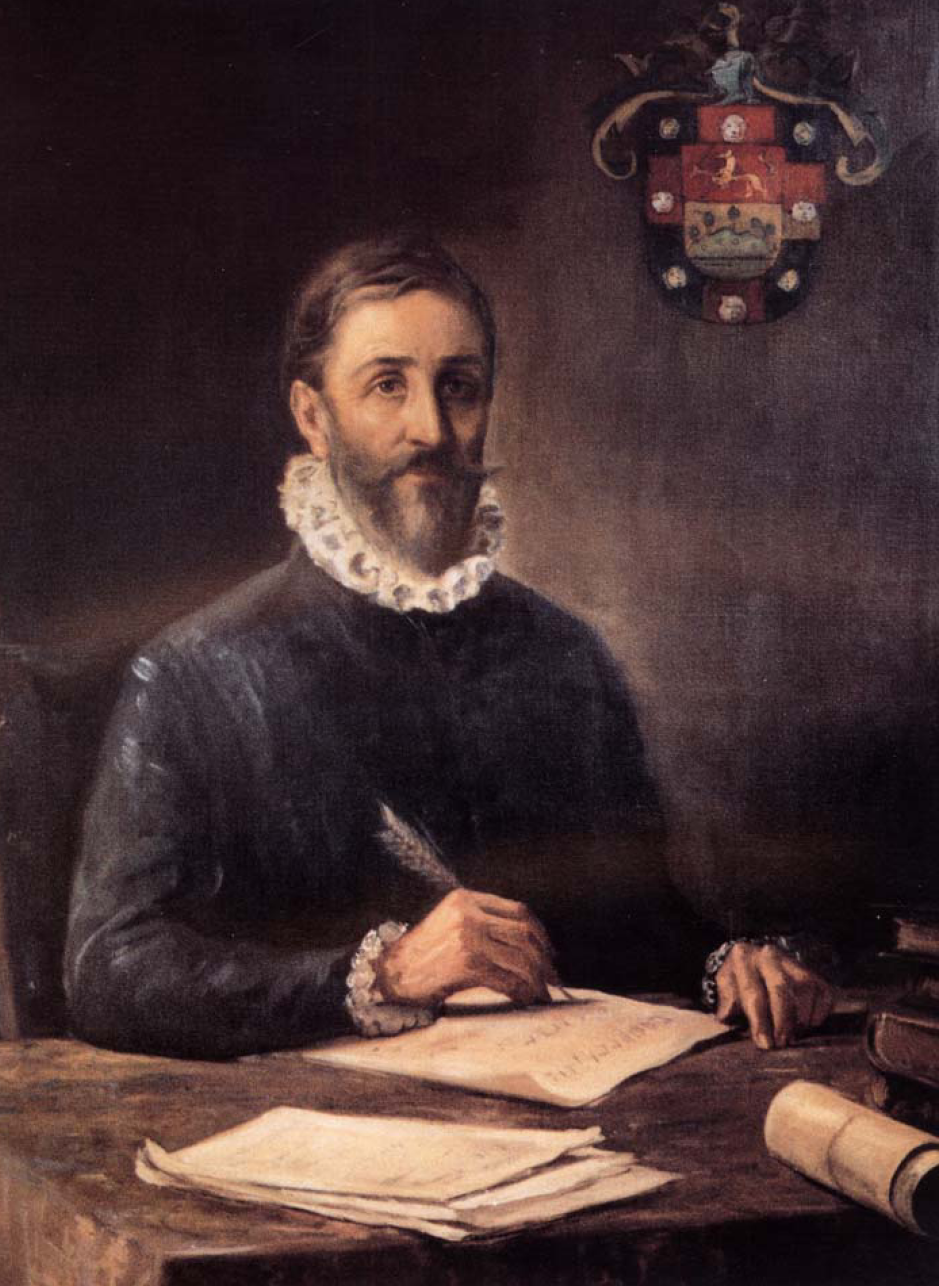
Gonzalo Jiménez de Quesada (1509–1579)

Konquistador (spanisch und portugiesisch conquistador ‚Eroberer‘) wird als Sammelbegriff für die Soldaten, Entdecker und Abenteurer benutzt, die während des 16. und 17. Jahrhunderts große Teile von Nord-, Mittel- und Südamerika sowie der Philippinen und anderen Inseln als Kolonien eroberten.
Der über ein Jahrhundert andauernde Prozess der Eroberung und Erschließung des mittel- und südamerikanischen Festlandes wird als Conquista (‚Eroberung‘) bezeichnet. In den Augen der meisten Spanier der damaligen Zeit war sie die zeitliche und kohärente Folge der im Jahr 1492 abgeschlossenen Rückeroberung (reconquista) der Iberischen Halbinsel aus den Händen der Mauren.

## Motivation und Grundlagen
In dem Jahrhundert nach der Entdeckung Amerikas durch Christoph Kolumbus betraten Abenteurer und Glücksritter die Neue Welt, die später von spanischen Chronisten als conquistadores bezeichnet wurden.
Im Prinzip konnte jeder Konquistador werden, dem es gelang, finanzielle Unterstützung zu finden. Zunächst schloss der Konquistador einen Vertrag (capitulación, asiento) mit der Casa de Contratación. Der Vertrag hatte den Charakter einer Lizenz oder eines Monopols und legte die Rahmenbedingungen für das Unternehmen fest. Nur wenige Konquistadoren konnten es sich leisten, echte Söldner anzuheuern. Oft handelte es sich bei den Mannschaften der Konquistadoren um mittellose Spanier oder Veteranen der Reconquista. Sie waren keine offiziellen Soldaten, sondern freie Bürger und direkt am Gewinn beteiligt. Für ihre Rüstung, Waffen und Pferde mussten sie selbst aufkommen. Die Möglichkeit des gesellschaftlichen Aufstieges machte den Dienst sehr attraktiv. Während erstgeborene Söhne in Spanien das Erbe der Väter antraten, blieb den nachgeborenen Söhnen oft nur der Weg, sich als Konquistador mit Waffengewalt eigenen Besitz und damit gesellschaftliche Anerkennung zu erobern.
Der Lizenznehmer verpflichtete sich zur Erschließung einer Provincia, eines begrenzten Gebietes, dessen Ausdehnung aufgrund der unklaren geographischen Verhältnisse oft unterschätzt wurde. Dazu gehörte insbesondere der Bau von Siedlungen und Städten sowie die Bekehrung der indianischen Bevölkerung zum christlichen Glauben. Außerdem wurden in dem Vertrag die Zollbestimmungen für die Ein- und Ausfuhr von Waren genau festgelegt. Der fünfte Teil aller Erträge der Kolonie musste als Steuer an die Krone abgeführt werden (Quinto Real, ‚königliches Fünftel‘). Im Gegenzug durfte der Lizenznehmer mit dem Gouverneur (Adelantado) und dem Generalkapitän (Capitán General) die jeweils höchsten zivilen und militärischen Repräsentanten bestimmen und hatte bei der Durchführung des Unternehmens weitgehend freie Hand.

Die von Konquistadoren in Form von Raub- und Eroberungszügen organisierten bewaffneten Expeditionen in bis dahin noch nicht von Europäern besiedelte und ihnen oft völlig unbekannte Gegenden der Neuen Welt, in denen sie zu erbeutende Schätze erwarteten, wurden in den Quellen armada de rescate („bewaffneter Beutezug“), jornada („Reise“) oder schlicht entrada („Eingang“) genannt. Diesen spanischen Begriff übernahmen auch nichtspanischsprachige Konquistadoren wie die deutschen Welser-Konquistadoren. Das oberste Ziel der Konquistadoren war dabei zunächst nicht die Gründung von Siedlungen, sondern die Unterwerfung einheimischer Völker und der Gewinn von Reichtümern wie Gold und Silber. Um dieses Ziel zu erreichen, gingen sie meist mit großer Brutalität gegen die indigene Bevölkerung vor. Das im Jahr 1513 eingeführte Requerimiento gab den Konquistadoren und den sie begleitenden Missionaren eine pseudooffizielle Genehmigung und Rechtfertigung ihres Tuns.
Nach dem Gewinn der Beute versuchten viele Konquistadoren, sowohl den Staat als auch ihre eigenen Gefolgsleute und Geldgeber zu benachteiligen. Zwischen rivalisierenden Gruppen, die das gleiche Gebiet beanspruchten, gab es Auseinandersetzungen um Ansprüche bis hinzu zu Schlachten zwischen Konquistadoren. Unzufriedene Konquistadoren, die oft vor dem Ruin standen, und Neuankömmlinge unternahmen immer neue Züge in unbekannte Regionen. Gerüchte wie der Mythos von El Dorado spielten hier eine bedeutende Rolle.
In den eroberten Gebieten regierten zunächst die Konquistadoren uneingeschränkt. Nach und nach aber entsandte die spanische Krone Gouverneure und Beamte, die die Kontrolle übernahmen. Die Vizekönigreiche Neuspanien und Peru wurden gegründet. Viele Conquista-Unternehmen endeten in einem Rechtsstreit. So verbrachte Hernán Cortés seinen Lebensabend mit Rechtsstreitereien mit der spanischen Krone, ebenso wie zuvor die Erben des Kolumbus. In Peru führte der Zugriff der Krone zur offenen Rebellion. Mit der zunehmenden Konsolidierung der Vizekönigreiche endete die Zeit der Konquistadoren im letzten Drittel des 16. Jahrhunderts.

## Der Untergang der indigenen Großreiche

### Die militärischen Vorteile der Eroberer
Bei den Eroberungen der Großreiche der Azteken und Inkas standen die Konquistadoren oft einer erdrückenden Überzahl an Indianern gegenüber (z. B. 170 Spanier gegen ungefähr 4000 bis 7000 Inkas in der Schlacht von Cajamarca). Die Azteken unterschätzten ebenso wie die Inka die waffentechnische Überlegenheit der Konquistadoren und vor allen Dingen ihre Überlegenheit im taktisch-strategischen Eroberungskampf. In der Reconquista hatten die Spanier über Jahrhunderte, häufig in Unterzahl, erfolgreiche Kampftaktiken gegen die Mauren entwickelt.
Die eigene vielfache Überlegenheit an verfügbaren Kriegern machte es den Indianern schlicht unmöglich, die Gefährlichkeit der zahlenmäßig kleinen fremden Truppen richtig einzuschätzen. Die fehlende Kenntnis des kulturellen Hintergrunds der spanischen Gegner, ihrer wahren Intentionen und die eigenen Fesseln der Religion machten es den indianischen Herrschern schwer, richtig zu reagieren. In jedem Naturereignis sahen die indigenen Priester schreckliche Vorzeichen der Götter, die häufig eine Lähmung der politischen Führung bewirkten.
Die Reiche der Inkas und der Azteken waren ihrerseits durch Eroberungskriege aufgebaut worden. Die eroberten Völker leisteten Tributzahlungen an die indianischen Eroberer und waren häufig nicht in das Reich integriert. Es gab in den Großreichen viele verschiedene Völker, Sprachen und Religionen. Es gab keine einheitliche Verwaltung (außer im Inkareich), keine einheitliche Rechtsprechung und kein stehendes Heer, das die unterworfenen Regionen ständig besetzt hielt. Die Reiche waren dementsprechend instabil. Die Konquistadoren nutzten die Unzufriedenheit der unterworfenen Völker aus und gewannen sie als Verbündete gegen die Herrscher der Großreiche.

### Zusammenbruch der einheimischen Bevölkerung
Man schätzt die Zahl der Indios, die in Neuspanien zwischen den Jahren 1500 und 1600 direkt durch die Konquistadoren oder indirekt durch Hungersnöte oder aus Europa eingeschleppte Krankheiten wie die Pocken ihr Leben verloren, auf ca. 15 Millionen. Die Bevölkerungszahl des Inkareiches wird für das Jahr 1492 auf 4 bis 15 Millionen Menschen geschätzt. Aufgrund des geringen Datenmaterials aus dieser Zeit sind genauere Angaben nicht möglich. Ende des 16. Jahrhunderts lebten wahrscheinlich nur noch eine Million Menschen in diesem Gebiet.
Der Einfluss der Epidemien auf die indianische Gesellschaft ist nicht zu unterschätzen. Die Krankheiten der Europäer rafften nicht nur das einfache Volk hinweg. Sie machten auch nicht Halt vor den Häuptlingen, Medizinmännern und Geschichtenerzählern. So wurden ganze Völker oft innerhalb weniger Wochen ihrer kulturellen Identität und ihres Zusammenhalts beraubt. Das machte sie anfällig für den missionarischen Eifer der Konquistadoren.

## Ausstattung der Konquistadoren
Die übliche Grundausstattung der Konquistadoren umfasste eine Rüstung (Spanische Rüstung), einen Helm und als Bewaffnung einen Degen.

### Reiter

Spanische Reiterei (Darstellung im Codex Florentinus)

Das Pferd war ein in Amerika unbekanntes Tier und die Indianer hielten es zuerst für ein Ungeheuer. Der Anblick der spanischen Reiter auf dem Pferd vermittelte den Indianern den Eindruck, es handele sich hierbei um ein einziges Wesen.
Die Reiter waren bewaffnet mit Rapier und leichter Lanze. Geschützt wurden sie durch eine leichte Rüstung mit Halsberge, Helm sowie Stahlschienen und Knieschützer an den Beinen. Der Hauptvorteil der Kavallerie bestand in ihrer Geschwindigkeit. Sie erlaubte es den Konquistadoren, nach Belieben über die indianischen Gegner herzufallen und blitzartig Verwüstungen anzurichten. Im Kampf verausgabte ein sachkundiger Reiter sein Pferd nie; er hielt es in ständigem, gleich bleibendem Trab, mit leicht verhängtem Zügel. Wenn er einen Gegner vor seiner Lanze hatte, verkürzte das Pferd mit nur wenigen Galoppsprüngen die Distanz, so dass der Reiter den Indianer töten konnte. Die Kavallerie war die ideale Waffe, sowohl beim Angriff, als auch beim sich anschließenden Rückzug der Indianer, da die Spanier ihre Gegner nach Möglichkeit nicht entkommen ließen. Die Reiter arbeiteten stets in kleinen Gruppen von drei oder vier Mann zusammen, um sich gegenseitig zu unterstützen. Bei einer Schlacht mit einem zahlenmäßig überlegenen Gegner hielt sich die Reiterei zurück und wartete auf die Salven der Armbrustschützen und Arkebusiere. Nach der Salve preschten die Reiter vor, in die Lücke, welche die Salve in die gegnerischen Reihen gerissen hatte und richteten dort ihre Verwüstungen an. Bei anderen Gelegenheiten griff die Reiterei zuerst an und brachte den Feind zum Wanken. Das Fußvolk griff erst dann ein, wenn sich die Indianer zur Flucht wandten.

### Fußsoldaten

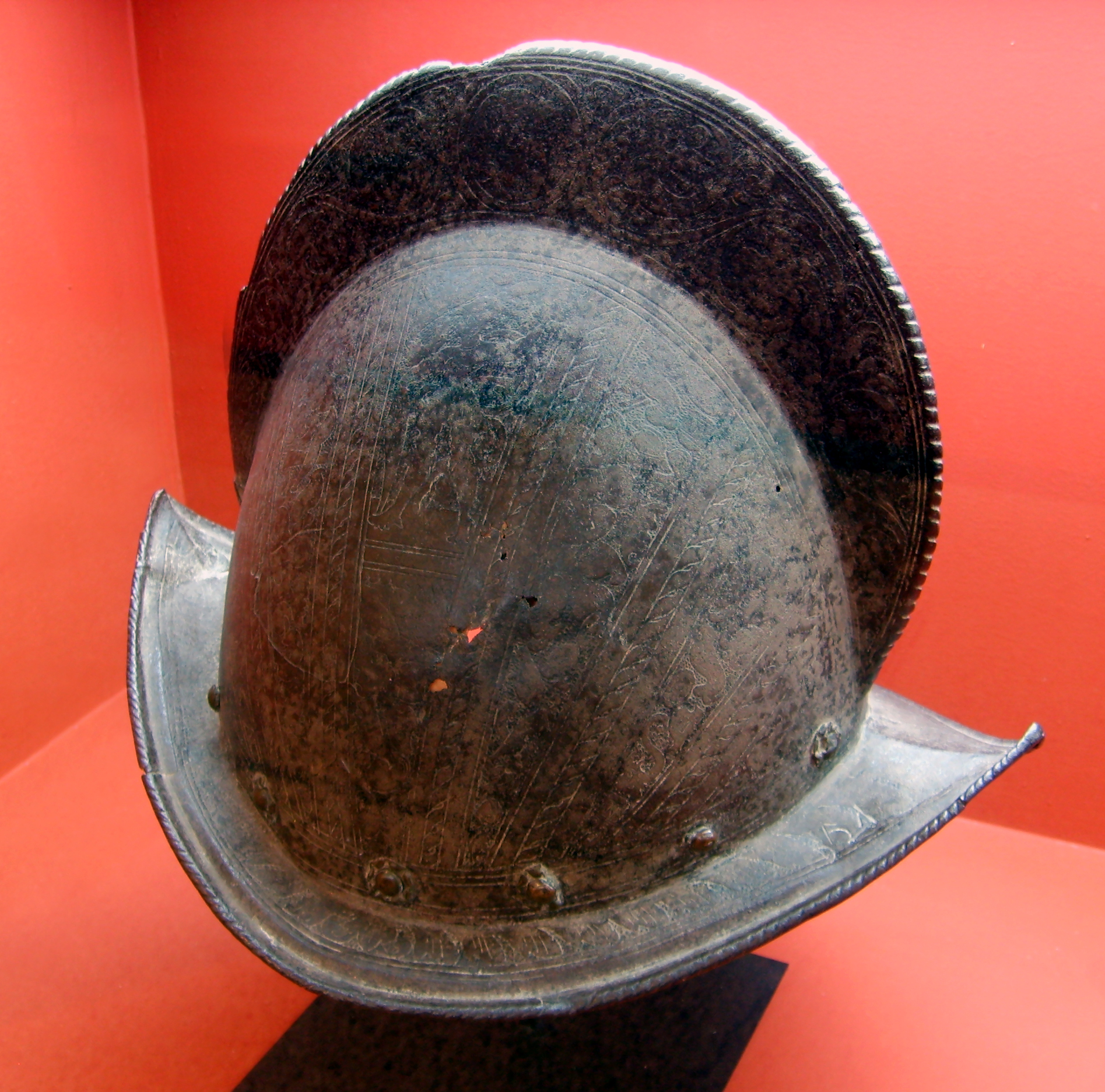
Spanischer Helm (Morion)

Obwohl die Kavallerie die stärkste Waffe der Spanier war, trug die Hauptlast des Kampfes die Infanterie mit ihren Lanzenträgern, Hellebardenträgern und Schwertkämpfern (Rodeleros), Armbrustschützen und Arkebusieren. Die Infanterie schützte sich gewöhnlich mit Stahlhelm (Cabasset oder Morion), Halsschutz, Brustpanzer und mit dem Unterleibsschutz (diese Rüstung wurde Dreiviertel-Rüstung genannt). Einige Soldaten gebrauchten einen leichteren und flexibleren Panzer aus Leder, der zusätzlich mit Stahlplatten belegt war. Bei der Eroberung Neuspaniens (Mexiko) gab es eine Besonderheit. Hier legten mit der Zeit viele spanische Soldaten, Hernán Cortés eingeschlossen, den schweren und hinderlichen Panzer ab. Sie tauschten ihn gegen eine Rüstung aus dicker gepolsterter Baumwolle ein. Diese leichte Panzerung hatten sie den Azteken abgeschaut. Sie bestand aus einer zwei Finger dicken Schicht aus Baumwolle und war ähnlich widerstandsfähig wie Filz. Da es an vielen anderen Orten der Neuen Welt keine Baumwolle gab, behielten die Konquistadoren dort ihre eiserne Rüstung.
Da die Indianer eher individuell statt unter Einsatz von Gruppentaktiken kämpften, war es den Europäern möglich, einer sehr großen Übermacht von Kriegern standzuhalten. Schulter an Schulter standen die spanischen Eroberer mit ihren Hellebarden und überraschten die Indianer so mit den ihnen unbekannten Waffen.

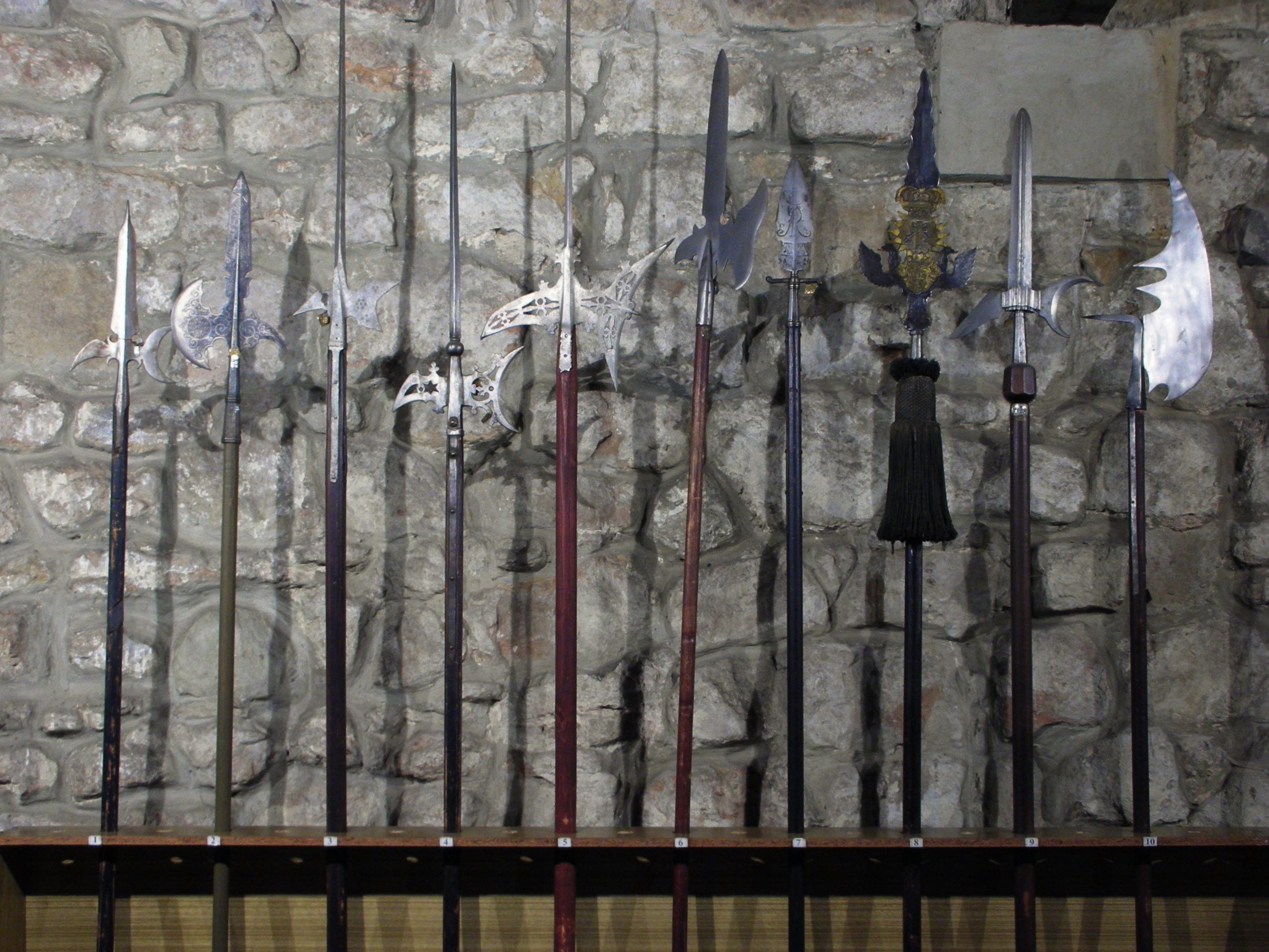
Hellebarden

In den hinteren Reihen der Infanterie standen die Armbrustschützen. Sie traten nur für den Schuss nach vorn. Dann luden sie ihre Waffe hinter den Schilden, Schwertern und Hellebarden ihrer Kameraden nach. Die Armbrustschützen schossen gezielt auf gegnerische Anführer. Den Bolzen der Armbrüste waren die Indianer fast schutzlos ausgeliefert, da selbst die starken Schilde aus Holz und die Rüstungen aus Baumwolle oder Leder durchschlagen wurden. Im Nahkampf gebrauchten die Konquistadoren das Rapier.
Da viele der Männer Hidalgos waren, übten sie mit dieser Waffe seit ihrer Kindheit. Der tägliche Drill hatte sie zu erfahrenen Kämpfern gemacht. Mit ihren sehr scharfen, jedoch viel schwereren Waffen aus Holz und Stein waren die Indianer den Konquistadoren mit ihren gut ausbalancierten Degen hoffnungslos unterlegen, denn die Indianer nutzten ihre Obsidianschwerter oder Keulen immer als Hiebwaffen. Durch die lange Ausholbewegung ist der Hieb stets langsamer als der Stoß. Zudem hatten die Konquistadoren mit dem geringen Gewicht ihres Degens einen weiteren Vorteil: Sie ermüdeten nicht so schnell und der niedrige Schwerpunkt ihrer Waffe ermöglichte ihnen im Nahkampf durch Parade und Riposte sofortige Gegenangriffe.

### Arkebuse
Bei den Schusswaffen war es die Arkebuse, die den größten Schrecken auslöste, obwohl diese Waffe nicht immer wunschgemäß funktionierte und ihre Handhabung gefährlich war. Ihre Wirkungen war wohl eher psychischer Natur durch den Lärm und die Feuerblitze. Effektiv war sie wohl nicht entscheidend. Die wirksamste Entfernung des Schusses waren etwa fünfzig Meter. Doch es wurde empfohlen, nicht zu schießen, bis der Feind auf etwa fünfzehn Meter heran war. Die Arkebusiere arbeiteten gewöhnlich in einem Zweierteam. Während ein Soldat ständig lud, feuerte der andere. Dies erhöhte die Feuerkraft und die Schnelligkeit, mit der die Schüsse abgefeuert wurden.

### Artillerie
Das wichtigste Geschütz der Artillerie war die Feldschlange aus Bronze. Diese Waffe ließ sich auch in der offenen Feldschlacht gut gebrauchen. Mit ihr konnten die Spanier Geschosse mit einem Gewicht von acht bis dreizehn Kilogramm abfeuern. Auch wenn der Schuss nur wenig genau war, öffnete er jedoch stets eine Bresche und verursachte ungeheure Verwüstungen in den Reihen des Gegners. Doch es wurden auch große Bombarden zum Durchbrechen von Mauern und kleine Falkonetts auf Brustwehren und Wasserfahrzeugen eingesetzt.

### Kriegshunde
Gewaltigen Schrecken verbreiteten auch die Kriegshunde der Konquistadoren. Oft fertigten die Männer ihren Hunden Lederkoller an, die sie zu einem großen Teil vor Hieben und Wurfgeschossen schützten. Die Angriffslust und die Kampfkraft dieser Hunde überraschte die Indianer sehr, weil sie zuvor nur viel kleinere Rassen gekannt hatten.

## Berühmte Konquistadoren
(Sortierung nach Jahr der Eroberung)
- Vasco Núñez de Balboa (um 1475–1519), Eroberer Dariéns (1510) und europäischer Entdecker des Pazifiks (25. September 1513)
- Juan Ponce de León (1460–1521), europäischer Entdecker Floridas (27. März 1513)
- Hernán Cortés (um 1485–1547), Eroberer des Aztekenreichs (1519–1521)
- Cristóbal de Olid (1487–1524), Eroberungsversuch von Honduras (1523)
- Pedro de Alvarado (um 1486–1541), Eroberer von Guatemala und El Salvador (1523–1525)
- Sebastián de Belalcázar (um 1479–1551), Eroberer von Nicaragua (1524) und Ecuador (1533)
- Francisco de Montejo (um 1479–1553), Eroberer von Yucatán (1527–1547)
- Pánfilo de Narváez (1470–1528), unternahm eine gescheiterte Expedition nach Florida (1528)
- Diego de Mazariegos (um 1500–um 1536), Eroberer von Chiapas (1528)
- Nuño Beltrán de Guzmán (um 1490–1544), Eroberer des Nordwestens Mexikos (Reino de Nueva Galicia 1529–1536)
- Francisco Pizarro (um 1477–1541), Eroberer des Inkareichs (1531–1535)
- Diego de Almagro (um 1479–1538), Begleiter Pizarros; führte die erste Expedition nach Chile (1535–1537)
- Hernando de Soto (um 1496 oder 1500–1542), Begleiter Pizarros; Anführer der größten Expedition durch den Südosten der heutigen USA (1538–1542)
- Pedro de Valdivia (1497–1553), Eroberer Chiles (ab 1540)
- Inés Suárez (1507–1580), beteiligt am Kampf um Santiago de Chile (1541)
- Álvar Núñez Cabeza de Vaca (um 1499–um 1559), Erforscher der Golfküste und des Nordens Mexikos (1528–1535) und Erforscher des Río de la Plata, seiner Nebenflüsse (1540–1544) und Perus
- Juan de Sanabria (um 1504–1549), Eroberer im Gebiet des Río de la Plata
- Lope de Aguirre (um 1511–1561), suchte nach Eldorado (1559–1561)

## Filme
- Aguirre, der Zorn Gottes (1972), Film von Werner Herzog
- Mission (1986), Film von Roland Joffé
- Cabeza de Vaca (1990), Film von Nicolás Echevarría (wurde im Wettbewerb der Berlinale 1991 gezeigt)
- 1492 – Die Eroberung des Paradieses (1992), Film von Ridley Scott
- Söhne des Windes (2000), spanischer Fernsehfilm mit Bud Spencer in einer Nebenrolle
- The Fountain (2006), Film von Darren Aronofsky
- Apocalypto (2006), Action- und Historiendrama des Regisseurs Mel Gibson